# جیانگ‌لانگ‌شان
جیانگ‌لانگ‌شان (انگلیسی: Mount Jianglang) یا کوه جیانگ‌لانگ (چینی: 江郎山; پین‌یین: Jiāngláng Shān) یک کوه در جیانگ‌شان، ژجیانگ، چین است. سه قله از شمال به جنوب، ترتیب قابل تشخیص «شکل رودخانه‌ای» آن را تشکیل می‌دهند که عبارتند از: لانگ فنگ، یا فنگ و لینگ فنگ. قله لانگ فنگ ارتفاعی برابر با ۸۱۶٫۸ متر (۲٬۶۸۰ فوت) دارد.
این کوه نمای چشم‌انداز دانشیا را نشان می‌دهد و در اوت ۲۰۱۰ به‌عنوان بخشی از چشم‌انداز دانشیا در فهرست میراث جهانی در چین ثبت شد.
در سپتامبر ۲۰۱۳، کوه جیانگ‌لانگ شاهد یک بدل‌کاری از سوی جب کورلیس بود که در آن او با استفاده از وینگسوت از بین دو قله پرواز کرد و پرش خود را از یک هلی‌کوپتر آغاز نمود.

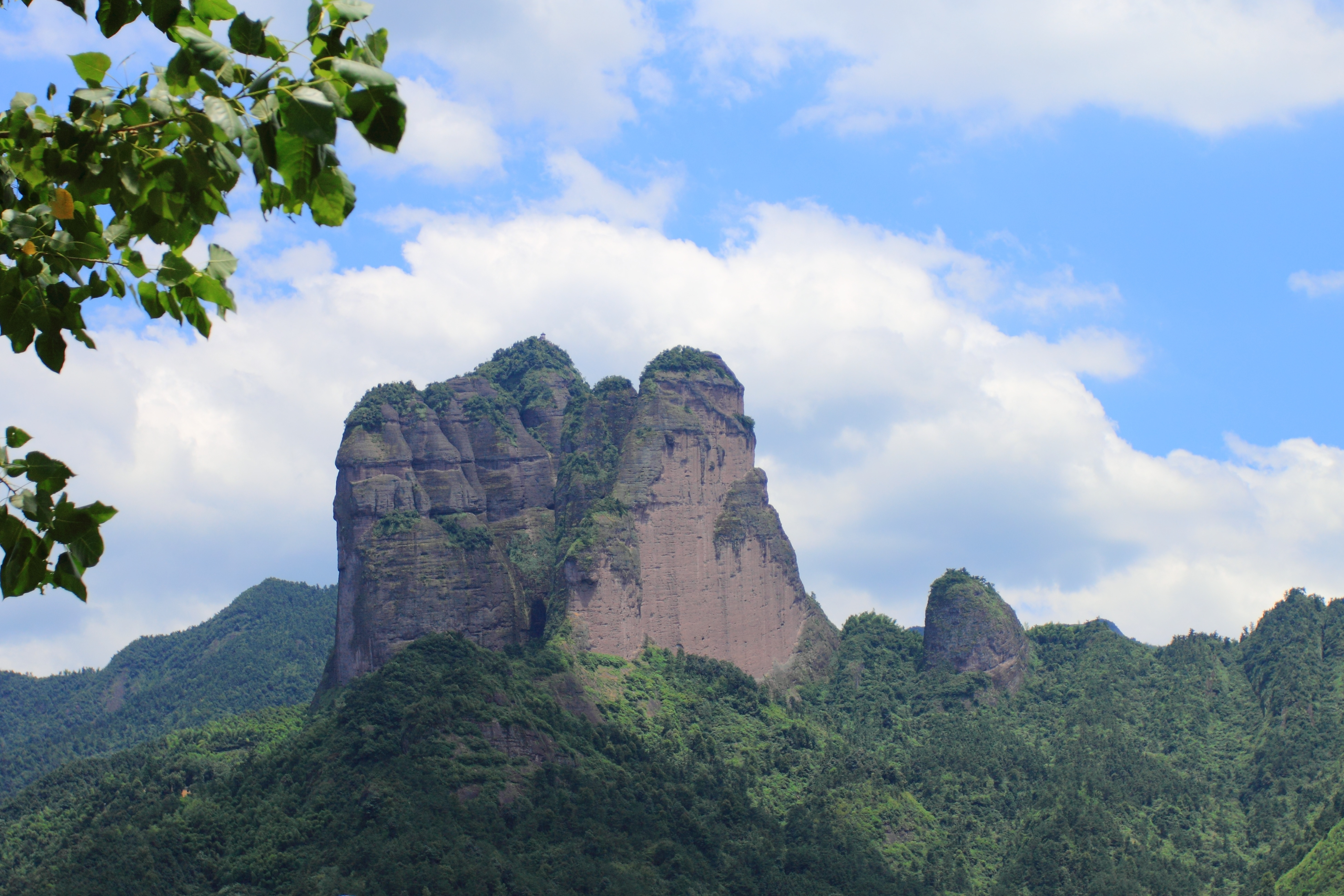